# Bismark (Altmark)
Pour les articles homonymes, voir Bismarck.
Bismark est une petite ville allemande située au cœur de l'Altmark, un paysage culturel historique du nord de Saxe-Anhalt.
Otto von Bismarck est citoyen d'honneur de la ville depuis 1895.

## Géographie
Le centre-ville se trouve à environ 22 kilomètres au nord-ouest de Stendal et à 60 kilomètres au nord de Magdebourg.
Après une réforme administrative en 2010, le territoire communal comprend 20 localités incorporées :
| - Badingen - Berkau - Bismark (propre) - Büste - Dobberkau - Garlipp - Grassau | - Hohenwulsch - Holzhausen - Käthen - Kläden - Könnigde - Kremkau - Meßdorf | - Querstedt - Schäplitz - Schernikau - Schinne - Schorstedt - Steinfeld |

## Histoire

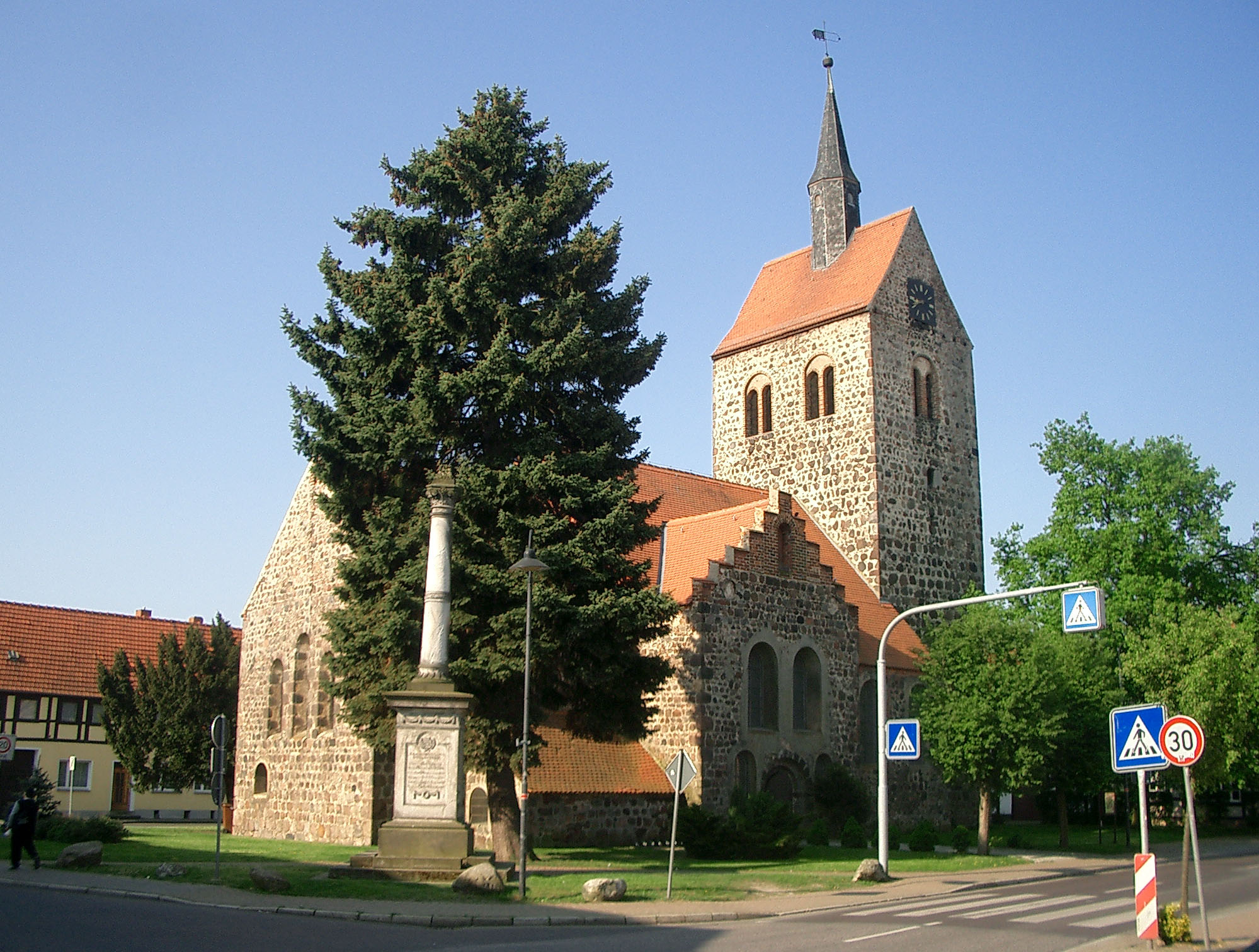
L'église paroissiale.

Le village surgit au Moyen Âge central sur la route de Kalbe à Stendal. À ce temps, l'Altmark était un point de départ de la colonisation germanique des domaines à l'est du duché de Saxe qui furent inclus dans la marche de Brandebourg. 
Le nom Biskopesmarck est cité dans un acte du 21 octobre 1209, délivré par le margrave Albert II confirmant les possessions de l'évêché de Havelberg. Il renvoie possiblement à une racine germanique marka (« frontière » ou « signe de démarcation de la frontière ») référant aux terrains de l'évêque (Bischof en allemand). Selon toute probabilité, la famille du chancelier Otto von Bismarck provient d'ici.

## Personnalités liées à la ville
- Hans Friedrich Heinrich von Borstell (1730-1804), général né à Schinne.